# Lausanne UC (Volleyball)
Die Volleyball-Abteilung von Lausanne UC (Lausanne Université Club) wurde 1975 gegründet. Die erste Männermannschaft spielt in der höchsten Schweizer Nationalliga A und international seit 2001 regelmässig im CEV-Pokal und im Challenge Cup. Lausanne UC wurde bisher neunmal Schweizer Meister und fünfmal Schweizer Pokalsieger. Bis 1988 gab es auch eine Frauenmannschaft, die mehrfach Schweizer Meister und Pokalsieger wurde.